# Chiesa di San Giuseppe (Monza)
La chiesa di San Giuseppe è un luogo di culto cattolico che si trova a Monza, nel quartiere omonimo, in via Guerrazzi 30. Esso ha un pluribus, ossia un piano sotto la Chiesa, la Chiesa ed un grande cortile.

## Storia
La chiesa è un edificio recente, ultimato nel 1976: iniziato nel 1972, fu consacrato nel 1975 ma venne ultimata solo l'anno successivo. La parrocchia, invece, fu istituita nel 1961.
Il progetto fu affidato dall'architetto Justus Dahinden di Zurigo che ha voluto esprimere nella costruzione, che unisce le tendenze moderne alla severità dell'architettura sacra, il "senso di comunità".
La chiesa, la casa parrocchiale e i locali dell'oratorio sono articolati in un'unica prospettiva.

## Descrizione

### Arte e architettura

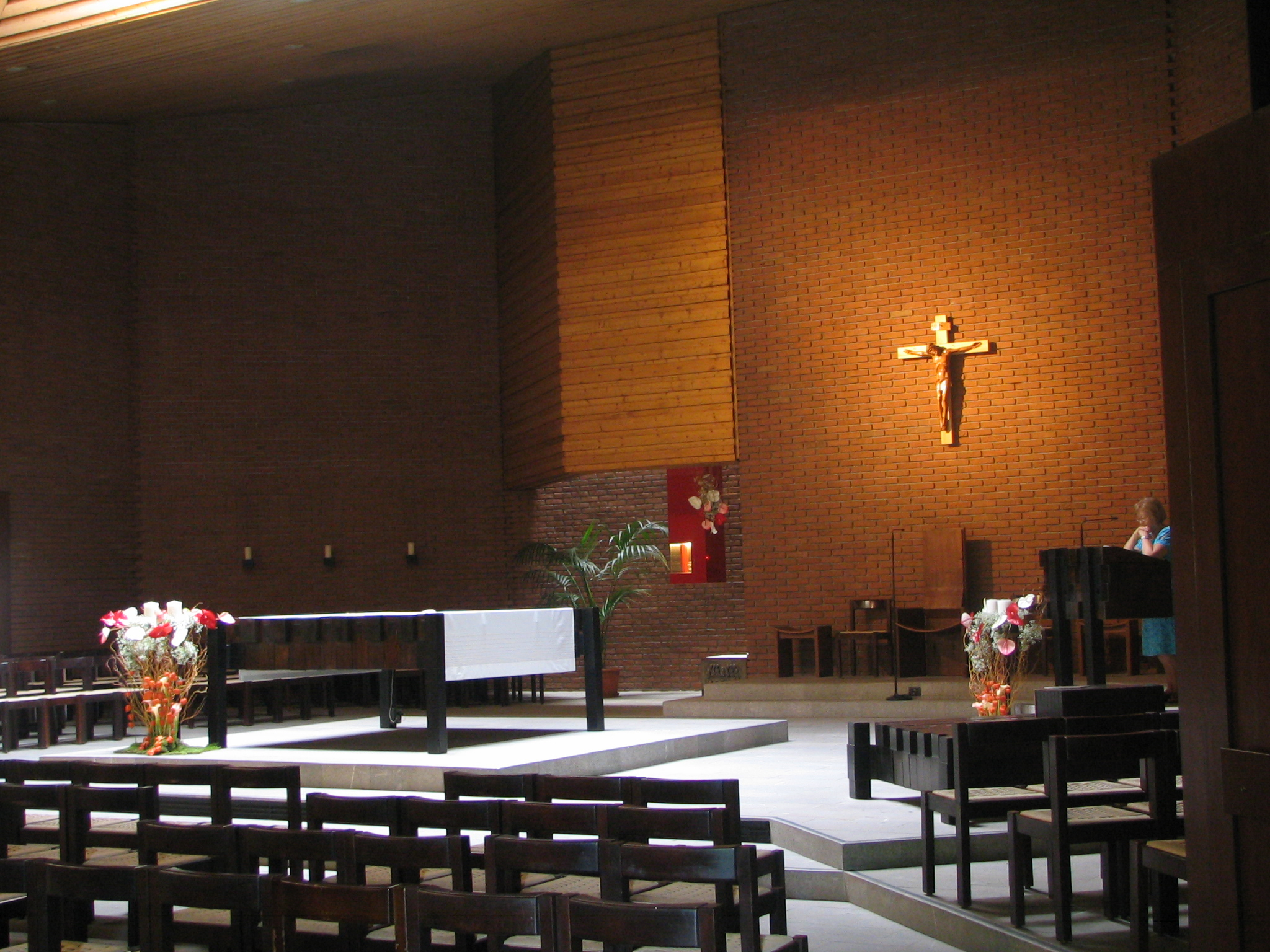
Presbiterio

Internamente, la chiesa di San Giuseppe si sviluppa in un'unica aula con pianta irregolare e soffitto ligneo. La parte fondale del vasto ambiente è rialzata di alcuni gradini ed è adibita a presbiterio; al centro di essa si trova l'altare, con alla sua destra l'ambone e, alle sue spalle, la sede lignea, sormontata da un crocifisso, anch'esso in legno. Sulla sinistra, vi è il tabernacolo. Le pareti sono prive di decorazione, con mattoni rossi a vista.

### Organo a canne
Nella chiesa si trova l'organo a canne Mascioni opus 1008, costruito nel 1977.
Lo strumento è a trasmissione mista, meccanica per i manuali e il pedale ed elettrica per i registri e la sua consolle dispone di due tastiere di 58 note ciascuna e pedaliera di 30 note. Dispone di 19 registri.

## Galleria d'immagini

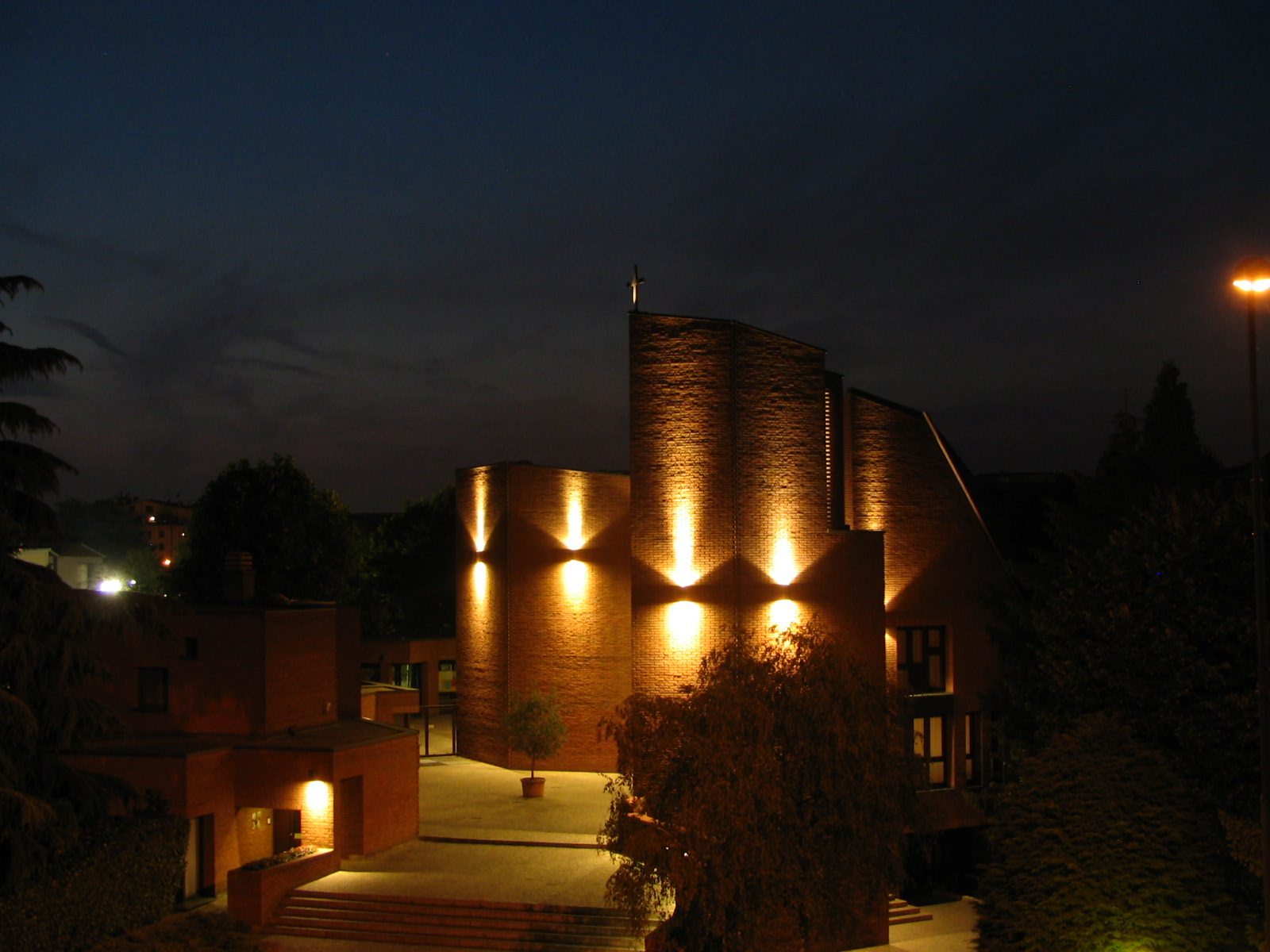
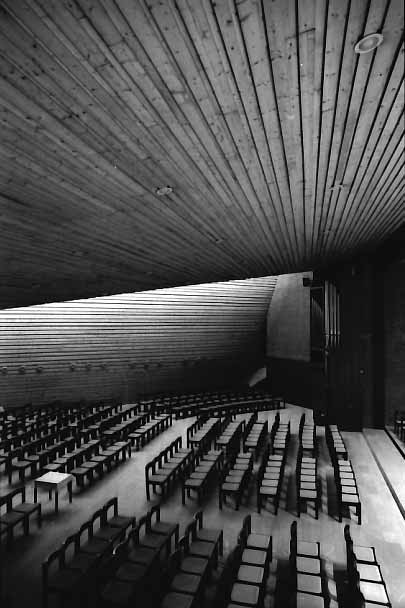
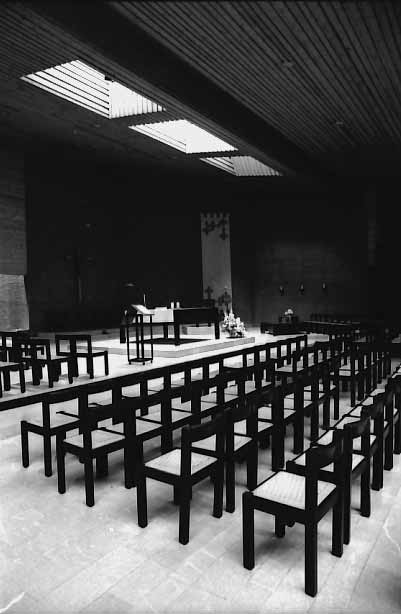
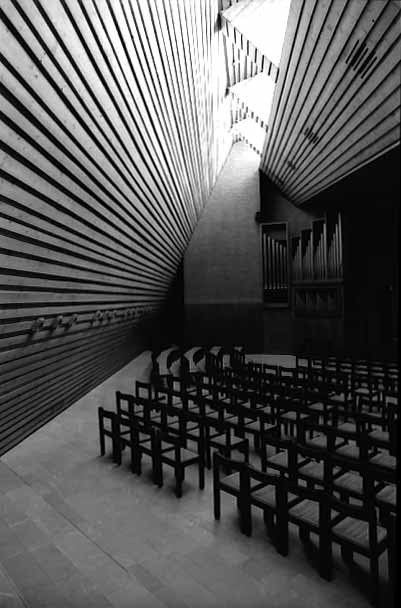
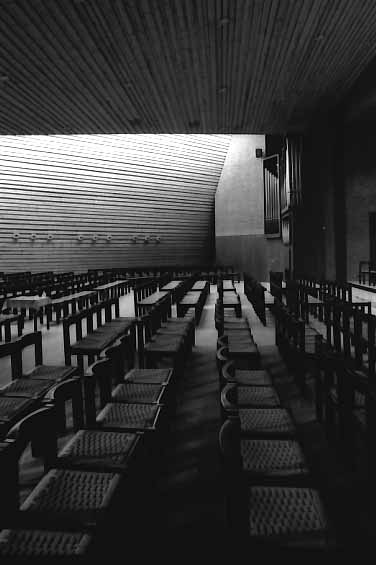